# Eisenbahnunfall von Winchburgh
Bei dem Eisenbahnunfall von Winchburgh stießen am 13. Oktober 1862 zwei Personenzüge 2 km nordwestlich von Winchburgh, Linlithgowshire, in Schottland auf der Eisenbahnstrecke der Edinburgh and Glasgow Railway (EGR) frontal zusammen. 17 Menschen starben.

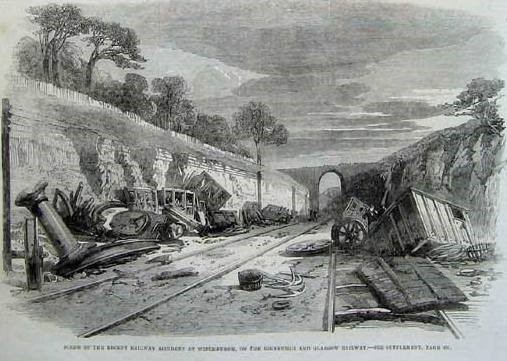
Unfallstelle bei Winchburgh

## Ausgangslage
Die zweigleisige Bahnstrecke Edinburgh–Glasgow der EGR verband seit 1842 die Städte Edinburgh und Glasgow über Falkirk und Linlithgow. An der Unfallstelle verläuft die Strecke in einem etwa 10 Meter tiefen Geländeeinschnitt, der in einer lang gezogenen Kurve verläuft. Die Strecke war nicht durch Signale gesichert, vielmehr wurde hier noch im Zeitabstand gefahren. Das bedeutete, dass nach Abfahrt eines Zuges auf die Strecke diesem nach einer festgelegten Zeit der nächste folgen durfte. Blieb ein Zug liegen, so musste dem folgenden Zug jemand entgegen geschickt werden, um ihm zu signalisieren, dass die Strecke noch besetzt war. Das funktionierte selbstverständlich nur, wenn im Betrieb für jede Fahrrichtung ein gesondertes Gleis zur Verfügung stand.
Am 13. Oktober 1862 war aber eines der beiden Streckengleise gesperrt, weil dort Reparaturen ausgeführt wurden. Deshalb mussten Züge in beiden Richtungen das gleiche Gleis befahren. Um die Sicherheit herzustellen, wurde folgendes Verfahren angeordnet: Auf dem nun eingleisig betriebenen Streckenabschnitt sollte eine „Pilotlokomotive“ verkehren. Das war eine kleine Dampflokomotive, die sonst nur zum Rangieren eingesetzt wurde, und die sich deutlich von den größeren Strecken-Lokomotiven unterschied. Sie sollte als einzelnes Fahrzeug jeweils den Zug begleiten, der die Erlaubnis hatte, den eingleisigen Streckenabschnitt zu befahren. Ein Zug durfte den eingleisigen Abschnitt ausschließlich dann befahren, wenn er sich Begleitung dieser „Pilotlokomotive“ befand. Die dahinter stehende Idee entsprach derjenigen, bei der ein Streckenabschnitt nur befahren werden darf, wenn der Lokomotivführer einen Gegenstand in der Hand hält, der nur einmal ausgegeben wird und den Fahrbefehl darstellt (etwa bei der Sicherung mit dem Electric Tablet System).
Auf der Strecke verkehrten an diesem Abend gegenläufig je ein Personenzug von Glasgow nach Edinburgh und umgekehrt. Beide Züge wurden jeweils von einer Dampflokomotive mit Schlepptender gezogen. Eine der beteiligten Lokomotiven war die 1856 gebaute Nr. 57, mit der Achsfolge 1A1. Es regnete und wurde früh dunkel. Der von Edinburgh nach Glasgow fahrende Zug fuhr in Begleitung der „Pilotlokomotive“, befand sich also zulässiger Weise auf der Strecke.

## Unfallhergang
Gegen die angeordnete Sicherung wurde verstoßen:
- Die ursprünglich vorgesehene „Pilotlokomotive“ wurde für einen anderen Einsatz benötigt, abgezogen und durch eine Streckenlokomotive ersetzt.
- Die „Pilotlokomotive“ fuhr nicht alleine, sondern wurde wegen des hohen Verkehrsaufkommens zusätzlich dafür eingesetzt, Güterwagen zu transportieren – sie unterschied sich damit nicht mehr von anderen Lokomotiven, die Züge über die Strecke beförderten.

Der Weichenwärter, der die Einfahrt in den eingleisigen Abschnitt auf der Glasgower Seite betreute, war unerfahren. Als der Zug aus Glasgow sich der Einfahrt in den eingleisigen Abschnitt näherte, sah er dem einen zweiten Zug folgen, den er für die „Pilotlokomotive“ mit anhängenden Güterwagen hielt und erteilte den beiden Zügen deshalb die Erlaubnis zur Einfahrt in den eingleisigen Abschnitt. Tatsächlich handelte es sich bei dem zweiten Zug jedoch um einen Bauzug, der Schotter zu der Baustelle brachte. Warum der Lokomotivführer des aus Glasgow kommenden Zuges nicht darauf achtete, dass er sich in Begleitung der „Pilotlokomotive“ befand, wird in den Quellen nicht erwähnt.
Die Lokomotivführer der beiden Personenzüge sahen aufgrund der in einer leichten Kurve liegenden Streckenführung das Spitzensignal der jeweils anderen Lokomotive erst, als sie nur noch 300 Meter voneinander entfernt waren. Beide Lokomotivführer leiteten noch eine Bremsung ein und stellten auf „Rückwärtsfahrt“ um. Als die beiden Züge gegen 18:30 Uhr zusammen stießen, fuhren sie deshalb schon relativ langsam. Der nach Edinburgh fahrende Zug fuhr noch etwa 30 km/h, der Gegenzug nur noch etwa mehr als 10 km/h als die Züge kollidierten. Bei dem Aufprall schob sich der Schlepptender des aus Glasgow kommenden Zuges auf die Lokomotive. Dabei ging die Verschlussklappe zur Feuerbüchse zu Bruch und die auf dem Schlepptender mitgeführte Kohle geriet in Brand. Der dem Schlepptender folgende Bremswagen wurden auf den nächstfolgenden Personenwagen, ein Fahrzeug 3. Klasse, geschoben und zerdrückte es unter sich. Hier starben die meisten Menschen. Der Oberbau wurde dagegen kaum beschädigt. Nachdem am nächsten Tag die Wrackteile weggeräumt wurden, konnte der Eisenbahnverkehr unmittelbar wieder aufgenommen werden.

## Folgen
17 Menschen starben, 150 wurden darüber hinaus verletzt. Dem Lokomotivführer des aus Glasgow kommenden Zuges war es gelungen, vor dem Zusammenstoß abzuspringen. Er überlebte schwer verletzt. Der andere Lokomotivführer und beide Heizer starben.
Die Rettungsarbeiten wurden zum einen dadurch erschwert, dass es in der Nässe nicht gelang, Lichter zu entzünden. Die Unfallstelle wurde so zunächst ausschließlich durch die brennenden Kohlen aus dem Schlepptender erhellt. Auch lag die Unfallstelle weit weg von Betriebsstellen der Bahn. Einer der Reisenden stammte aus dem nahe gelegenen Linlithgow und kannte sich so in den Örtlichkeiten aus. Er suchte ein in der Nähe liegendes Herrenhaus auf, ließ sich dort Pferd und Kutsche geben und fuhr damit zum 6 km entfernt liegenden Bahnhof Linlithgow. Von dort konnte telegrafisch in Edinburgh ein Hilfszug angefordert werden. Bis dieser eintraf, lagen die Verletzten stundenlang im Regen. Bis Mitternacht konnten dann alle Betroffenen von der Unfallstelle nach Linlithgow und Edinburgh evakuiert werden.
Zunächst wurde der Weichensteller, der den Zug aus Glasgow auf die Strecke gelassen hatte, festgenommen. Gegen ihn wurde jedoch keine Anklage erhoben. Vielmehr kam es zu einem Gerichtsverfahren gegen den Direktor der Eisenbahngesellschaft und deren Betriebsleiter, da der Untersuchungsbericht zu dem Schluss kam, dass die Sicherheitsvorschriften für den Betrieb an der Unfallstelle unzureichend waren. Die Jury in dem Strafverfahren erkannte jedoch auf „nicht schuldig“.